# Église Saint-Étienne de Bixessarri
L'église Saint-Étienne (catalan : església de Sant Esteve) est une église, située dans le village de Bixessarri au sein de la paroisse de Sant Julià de Lòria, en Andorre.
L'église a été construite en 1701 dans un style baroque. De plan rectangulaire, elle est dotée d'un clocher-mur sur sa façade ouest au-dessus de sa porte d'entrée, ainsi que d'un toit à deux pans. Elle présente par ailleurs quatre fenêtres.
L'intérieur de l'église abrite un retable baroque du XVIIIe dédié au martyr Étienne.
Elle est classée bien d'intérêt culturel d'Andorre.